# جايسون ستار
جايسون ستار (بالإنجليزية: Jason Starr)‏ (22 نوفمبر 1966، بروكلين في الولايات المتحدة)؛ كاتِب، سيناريست وروائي أمريكي.

## روابط خارجية
- جايسون ستار على موقع IMDb (الإنجليزية)